# Hocabá-Homún

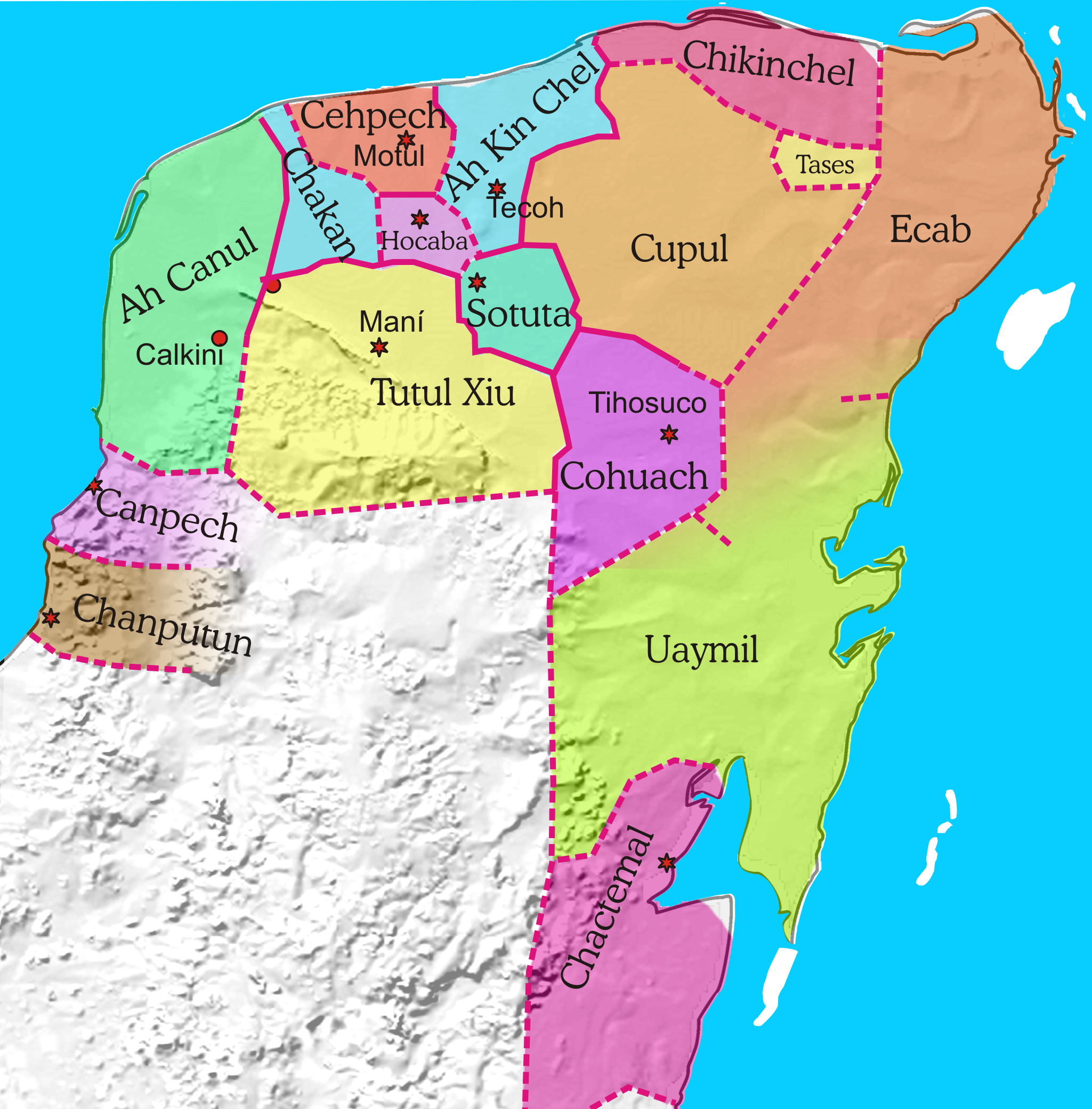
Politische Gliederung auf Yucatán um 1500

Hocabá-Homún oder Hocabá war ein Fürstentum (Mayathan Cuchcabal) der Maya auf Yucatán während der Postklassik, das bis in die Zeit der Conquista Bestand hatte.

## Geschichte
Die Provinz Hocabá entlehnte ihre Bezeichnung nach dem Hauptort des Territoriums, dem Sitz des Halach Huinik. Die Herrscherfamilie, die nach dem Fall von Mayapán, etwa in der Mitte des 15. Jahrhunderts, die dortige Territorialherrschaft etablierte, hieß Iuit, dem Namen (Nahuatl: Feder) nach vermutlich Nachfahren der Maya-Tolteken.
Zu Beginn der Reconquista wurde Hocabá von Nadzul Iuit regiert, einem sehr kriegerischen Fürst, der gegen alle Nachbarjuristriktionen (Chepech, Ah Kin Chel, Sotuta, Mani und Chakán) Krieg führte. Lediglich mit Ah Kin Chel bestanden zeitweise friedliche Beziehungen. Sein Nachfolger und wahrscheinlicher Sohn war Francisco Namon Iuit, der in den Jahren 1562 bis 1565 als Gouverneur der Stadt respektive der Provinz urkundlich genannt wurde. Die Iuit und mit ihnen Hocabá nahmen die Spanier freundlich auf. Dadurch konnten die Iuit ihre sozial-ökonomische Stellung vorerst halten und unterstützten die Spanier im Gegenzug bei der Eroberung und Befriedung Yucatáns, wie beispielsweise gegen Nachi Cocom und Sotuta. 1572 allerdings wurde als Gouverneur von Hocabá der indigene Hidalgo Lorenzo Cen genannt. 
Noch zum Ende des 17. und 18. Jahrhunderts waren Führungspositionen wie die des Stadtgouverneurs oder des Kaziken durch indigene Adlige besetzt. So werden Hernando Yah im späten 17. Jahrhundert als Kazike und 1778 Francico Tun als Eigentümer in Hocabá genannt.
Weitere zum Herrschaftsbereich Hocabás gehörende Städte waren Cuzamá, Hoctum, Hommun, Huhi, Sahcaba, Sanajcat, Seye, Tahmek, Tixcamahel, Xbalché und Xocchel.
Die Kirche in Hocabá ist auf einer etwa zwei Meter hohen Plattform errichtet, welche als baulicher Rest des vormaligen zentralen Tempel angenommen wird.

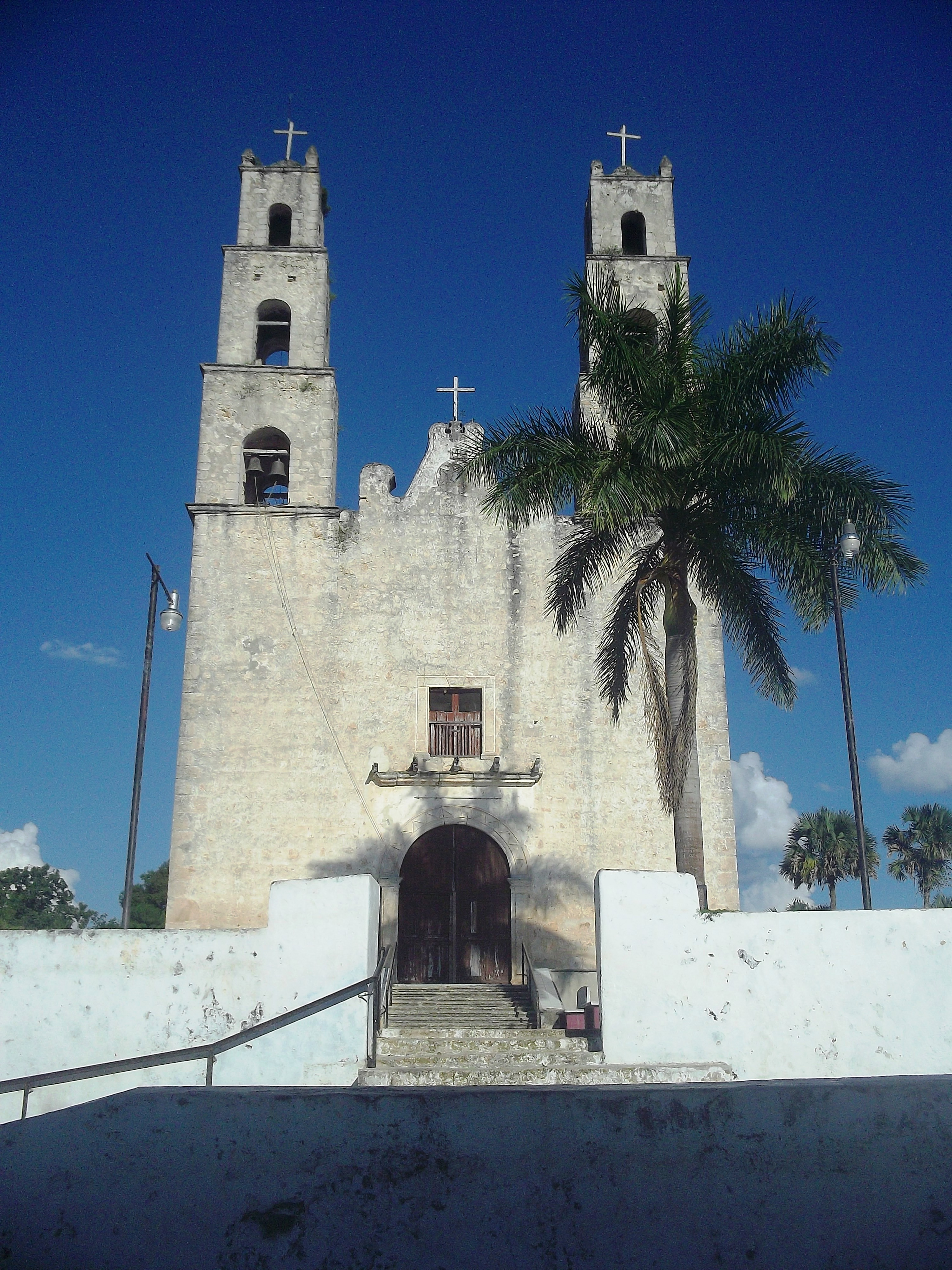
Franziskanerkirche in Hocabá
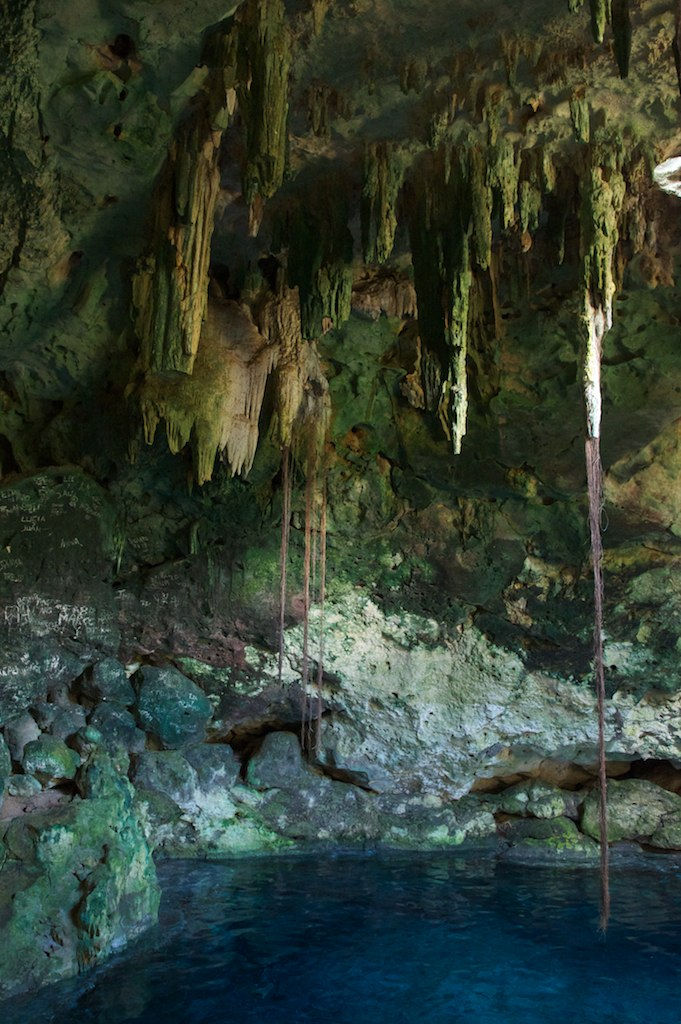
Cenote Chansinic'Ché in Cuzamá